# 11789 Kempowski
A 11789 Kempowski (ideiglenes jelöléssel 1977 RK) egy kisbolygó a Naprendszerben. Hans-Emil Schuster fedezte fel 1977. szeptember 5-én.